# 장호일 With Tekno Generation Vol.1 including 015B Supermix
《장호일 With Tekno Generation Vol.1 including 015B Supermix》는 대한민국의 그룹 015B 장호일의 프로젝트 앨범이다. 장호일, 고현기, 조성민 등이 참여했다.

## 곡 목록
1. R.W.D featuring 고현기 (작사:장호일 작곡:장호일 편곡:장호일) 4:36
2. 옛날 이야기 (T-Squad version) (작사:장호일 작곡:장호일, Song Blue) 3:22
3. Friend featuring 고현기 (작사:장호일 작곡:장호일, Song Blue) 4:19
4. 콩깍지 (Euro Tekno-kid version) featuring 문용섭 3:27
5. 그 날이 오면 featuring 고현기 (작사:윤종신 작곡:윤종신) 4:26
6. Tekno Generation featuring Dr. Brave (작사:장호일 작곡:장호일) 3:57
7. 아주 오래된 연인들 (Psychedellic) featuring 조성민 3:44
8. 신인류의 사랑 (Vintage) 3:47
9. 너에게 들려주고 싶은 이야기 (O.G) 4:19
10. 독재자 (trip) featuring Mr. Song Blue 3:40
11. 옛날 이야기 (Original Version) 3:22
12. 슬픈인연 (Unplugged Live) featuring 조성민, 김돈규 4:00
13. 단발머리 (CD Bonus Track) featuring 조성민, 김돈규 3:33

## 같이 보기
- 015B 디스코그래피